# Smålandsstenar
Smålandsstenar är en tätort i Villstads distrikt (Villstads socken) i Gislaveds kommun i Jönköpings län (Småland) med 4 504 invånare (2023).
Smålandsstenar är ett gammalt stationssamhälle som ligger längs med järnvägslinjen Halmstad–Nässjö. Samhället, som ligger i kommunens södra del, är mest känt för sin tillverkningsindustri, främst metall- och plastindustrier, men är också stora inom trä- och möbelindustrin. 
Trossamfundet Plymouthbröderna har ett starkt fäste i Smålandsstenar.

## Namnet
Tätorten Smålandsstenar har fått sitt namn efter järnvägsstationen, som öppnades 1877, innan samhället kom till. Stationen har i sin tur fått sitt namn efter Domarringarna Smålandsstenar, vilket är ett 2 500 år gammalt gravfält.

## Befolkningsutveckling
| Befolkningsutvecklingen i Smålandsstenar 1960–2020 | Befolkningsutvecklingen i Smålandsstenar 1960–2020 | Befolkningsutvecklingen i Smålandsstenar 1960–2020 | Befolkningsutvecklingen i Smålandsstenar 1960–2020 | Befolkningsutvecklingen i Smålandsstenar 1960–2020 |
| -------------------------------------------------- | -------------------------------------------------- | -------------------------------------------------- | -------------------------------------------------- | -------------------------------------------------- |
|                                                    |                                                    |                                                    |                                                    |                                                    |
| År                                                 |                                                    |                                                    | Folkmängd                                          | Areal (ha)                                         |
| 1960                                               | 1960                                               |                                                    | 2 340                                              |                                                    |
| 1965                                               | 1965                                               |                                                    | 2 818                                              |                                                    |
| 1970                                               | 1970                                               |                                                    | 3 352                                              |                                                    |
| 1975                                               | 1975                                               |                                                    | 4 116                                              |                                                    |
| 1980                                               | 1980                                               |                                                    | 4 386                                              |                                                    |
| 1990                                               | 1990                                               |                                                    | 4 457                                              | 443                                                |
| 1995                                               | 1995                                               |                                                    | 4 619                                              | 446                                                |
| 2000                                               | 2000                                               |                                                    | 4 733                                              | 452                                                |
| 2005                                               | 2005                                               |                                                    | 4 553                                              | 454                                                |
| 2010                                               | 2010                                               |                                                    | 4 530                                              | 465                                                |
| 2015                                               | 2015                                               |                                                    | 4 564                                              | 516                                                |
| 2018                                               | 2018                                               |                                                    | 4 650                                              | 516                                                |
| 2020                                               | 2020                                               |                                                    | 4 560                                              | 537                                                |
|                                                    |                                                    |                                                    |                                                    |                                                    |

## Näringsliv

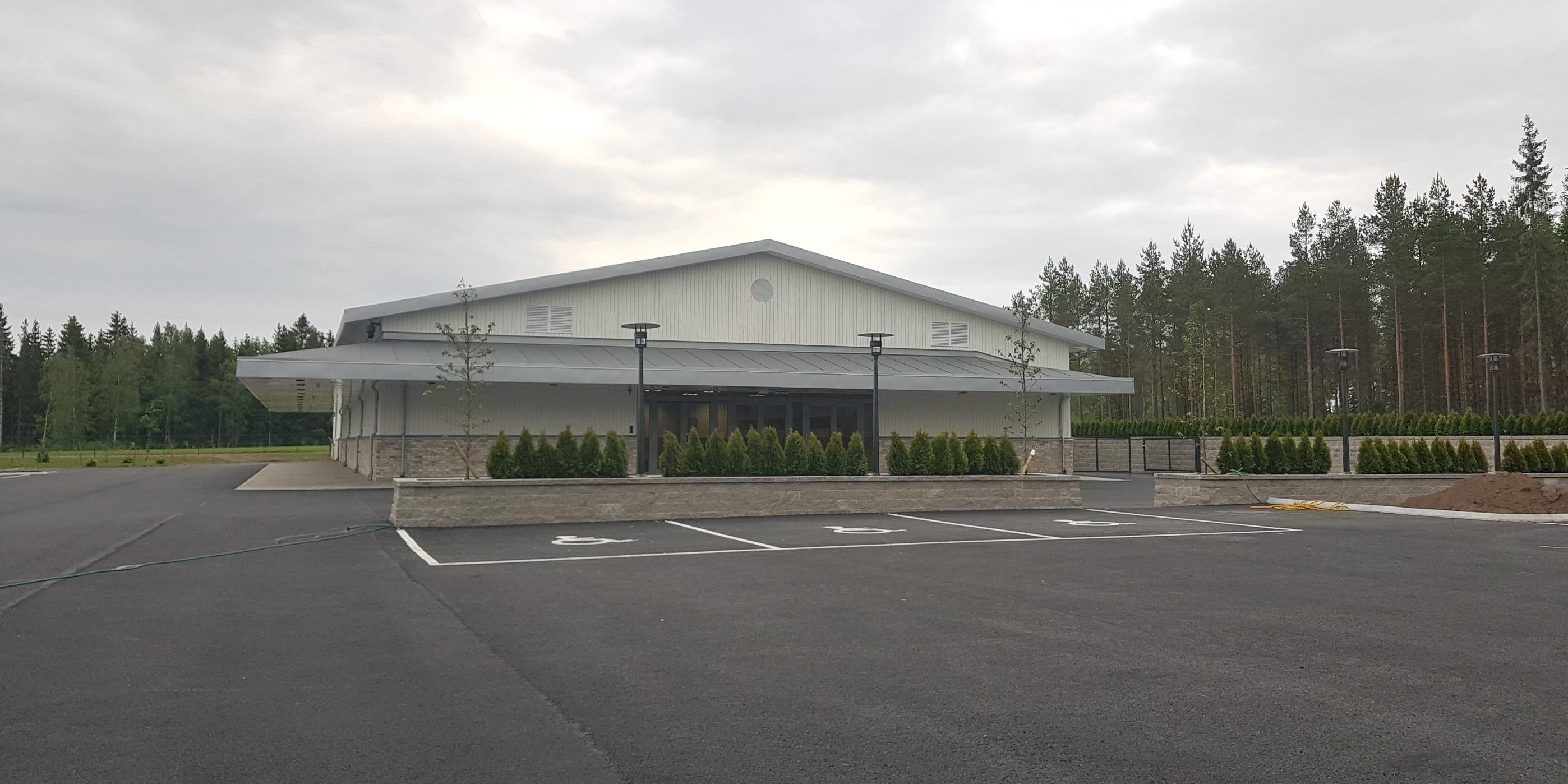
Plymouthbrödernas kyrka/gudstjänstlokal i Smålandsstenar.

Samhället är uppbyggt kring de många småindustrierna, många av dem är familjeägda. Men det finns även större företag, bland annat Trioworld som med sina 400 anställda är det största i kommunen. Ett annat stort företag är Weland.

## Föreningar

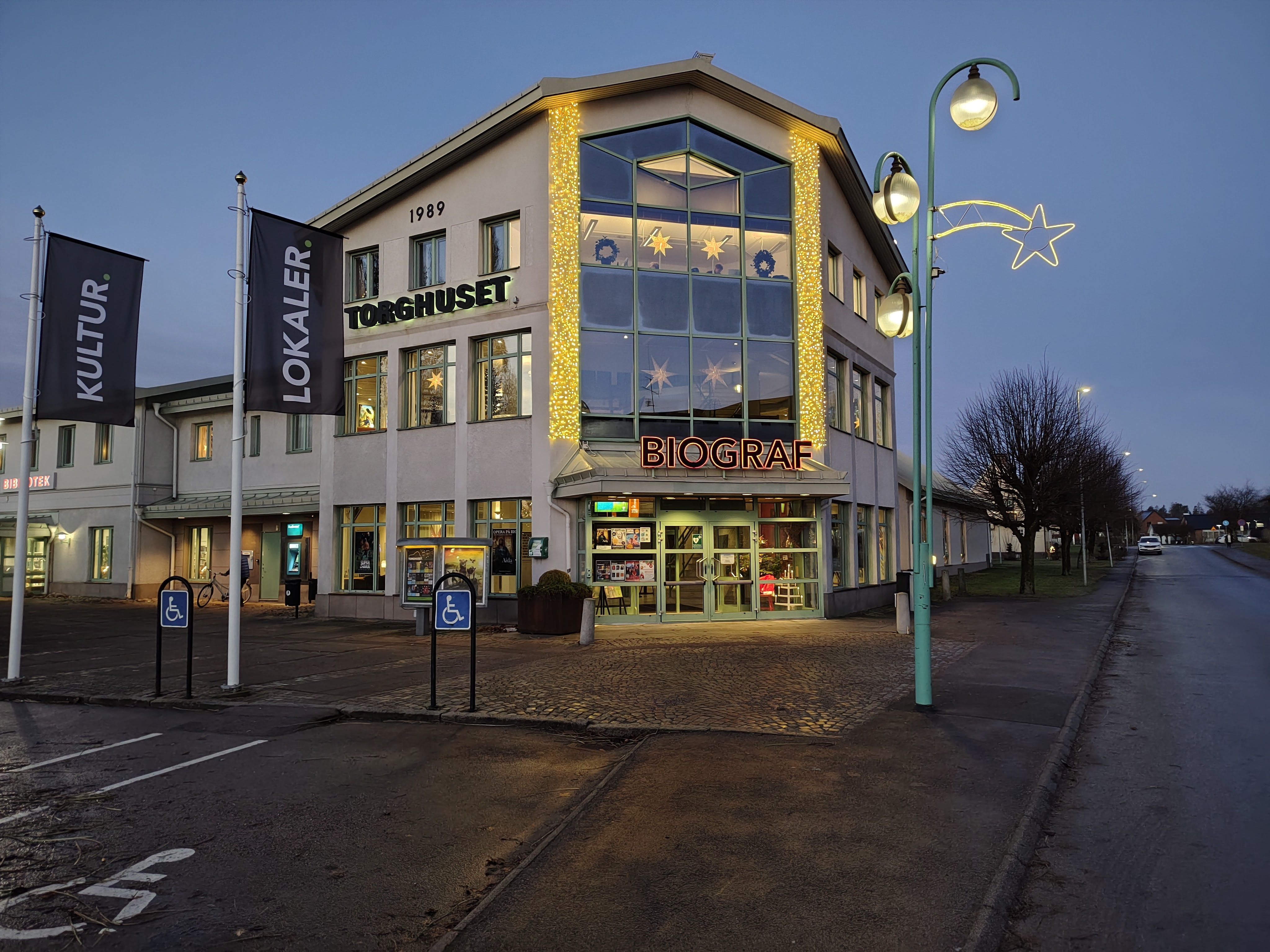
Biograf i Smålandsstenar

Samhället har även ett stort föreningsliv. Smålandsstenars GoIF, som bildades 1927 är den klart största med runt 700 medlemmar. Bland andra idrottsföreningar märks Villstads GoIF, friidrott, OK Vivill samt Smålandsstenars TK. Bland annat representerade Hans Simonsson klubben under 1970- och 80-talen. Han vann Franska öppna mästerskapen i dubbel i par med Anders Järryd 1983.

## Personer från Smålandsstenar
Kända namn från Smålandsstenar är skidåkerskan Maria Rydqvist, orienteraren Johan Runesson, fotbollsspelaren Filip Gustafsson, och löparen Henrik Skoog. Även jazzmusikern Lars Danielsson och rockgruppen Endurance härstammar från orten. Skådespelaren Lars Passgård föddes visserligen i Borås, men växte upp i Smålandsstenar. 